# Oplenjak
Oplenjak je največkrat dvoosni podstavni voziček, namenjen vožnji po ozkotirni progi, na katerega se naloži normalnotirni vagon in zato ni potrebno prekladanje tovora. 

## Opis uporabe
Oplenjaki, včasih imenovani tudi transportni priklopniki, so predpriklopljeni progovni transporterji, ki omogočajo nalaganje ali razkladanje standardnih železniških vagonov tako, da lahko kompozicija vagonov največkrat nadaljuje vožnjo iz normalnotirne po ozkotirni progi, kljub spremembi širine profila.
Na delu temu namenjenih postajnih tirov je znotraj in nižje od standardnega tira vgrajen še tir ozkotirne proge, ki se postopoma dviguje v isto višino, pri tem pa se normalnotirni vagoni med premikom kompozicije naložijo na predpripravljene oplenjake. Pod vsako os (kolo) standardnega vagona se tako naloži oplenjak, torej sta dva oplenjaka potrebna za dvoosni vagon. 